# Meruliaceae
Famille

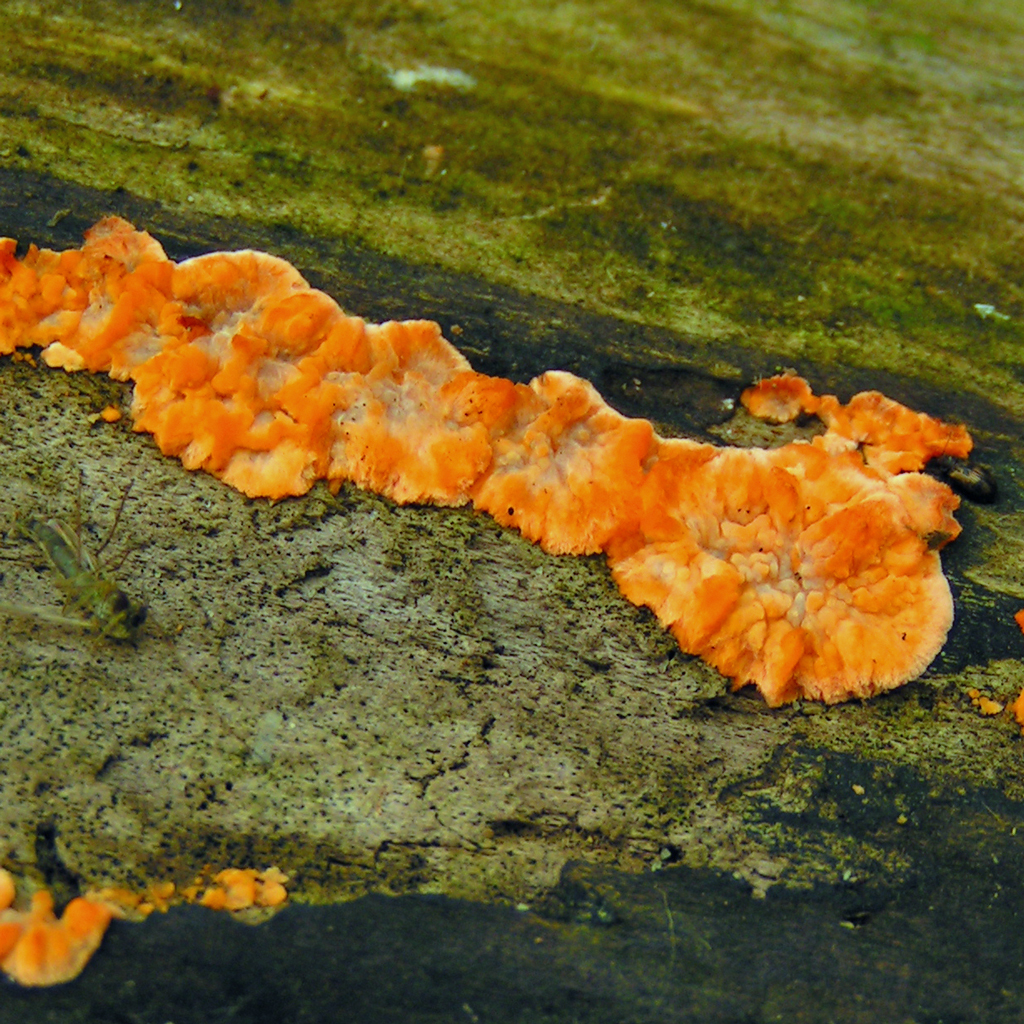
Le genre Phlebia

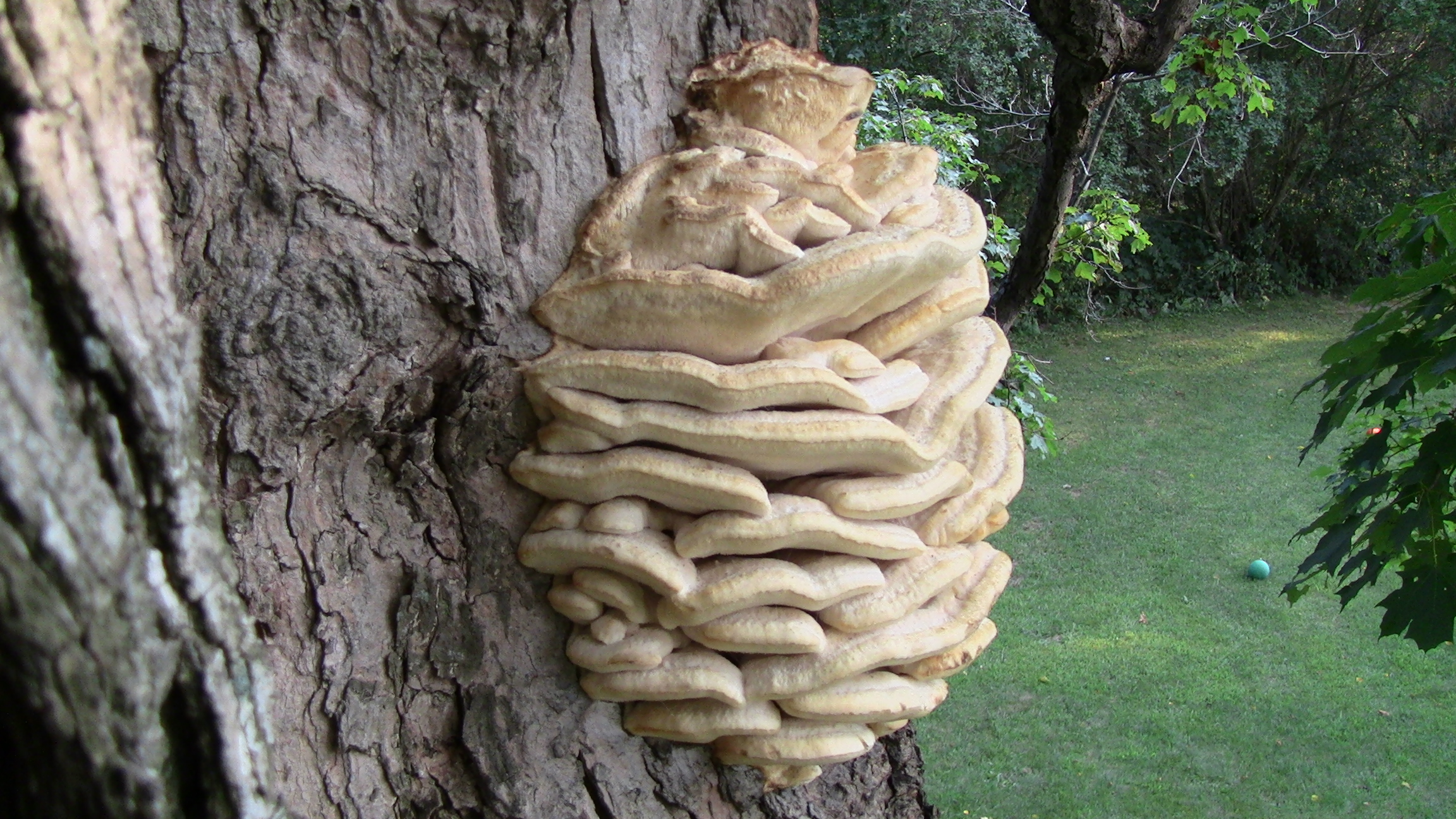
Le genre Climacodon

Les Meruliaceae sont une famille de champignons basidiomycètes de l'ordre des Polyporales.
La famille des Méruliacées comprend une cinquantaine de genres.

## Genres
- Abortiporus
- Amaurohydnum
- Amauromyces
- Aquascypha
- Bjerkandera
- Bulbillomyces
- Byssomerulius
- Cabalodontia
- Ceraceohydnum
- Cerocorticium
- Chondrostereum
- Chrysoderma
- Climacodon
- Columnodontia
- Conohypha
- Coralloderma
- Crustoderma
- Cyanodontia
- Cylindrobasidium
- Cymatoderma
- Dacryobolus
- Diacanthodes
- Flaviporus
- Gelatoporia
- Gloeohypochnicium
- Gloeoporus
- Gyrophanopsis
- Hydnophlebia
- Hyphoderma
- Hyphodontiastra
- Hypochnicium
- Irpex
- Junghuhnia
- Lamelloporus
- Loweomyces
- Merulius
- Mycoacia
- Mycoaciella
- Mycoleptodonoides
- Mycorrhaphium
- Phlebia
- Pirex
- Podoscypha
- Radulodon
- Resinicium
- Sarcodontia
- Scopuloides
- Skvortzovia
- Steccherinum
- Stegiacantha
- Stereopsis
- Uncobasidium